# Hendrik van Grosmont

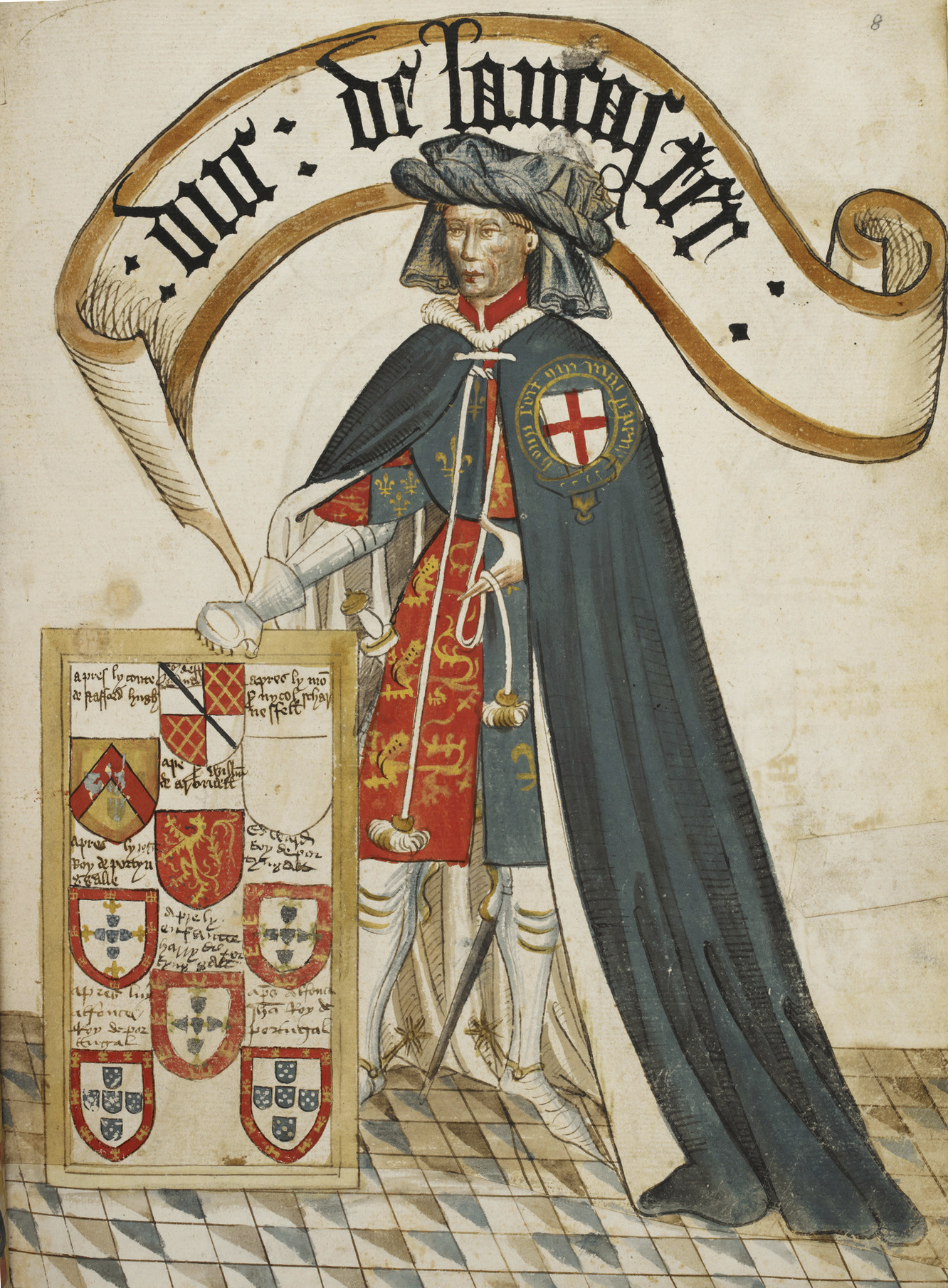
Hendrik van Grosmont

Hendrik van Grosmont (Kasteel van Grosmont, Monmouthshire, 1300 — Kasteel van Leicester, Leicestershire, 24 maart 1361) was graaf van Derby, hertog van Lancaster en een belangrijk krijgsheer, diplomaat en raadgever van de koning van Engeland.

## Algemeen
Hendrik van Grosmont was de enige zoon van Hendrik van Lancaster, de 3e graaf van Lancaster en Maud Chaworth, en een achterkleinkind van koning Hendrik III van Engeland. Als krijgsheer en diplomaat nam hij gedurende de Honderdjarige Oorlog deel aan vele expedities.
Hij speelde een belangrijke rol in de vredesonderhandelingen met Frankrijk. Zijn succes als onderhandelaar maakte hem favoriet bij koning Eduard III van Engeland, die hem beloonde met de titel van Lord High Steward. Hendrik droeg vele adellijke titels, waaronder graaf van Derby, graaf van Lancaster, graaf van Leicester, graaf van Lincoln, baron van Halton en hertog van Lancaster.

## Levensloop
Zijn eerste succesvolle militaire onderneming was waarschijnlijk een expeditie naar Schotland in 1336. Vanwege zijn moed en militaire vaardigheden benoemde koning Eduard III hem vervolgens tot kapitein-generaal van de koninklijke troepen in Schotland.
In mei 1337 kreeg hij van de koning de opdracht om samen met sir Walter Manny Vlaanderen binnen te vallen. Bij de expeditie kwamen 3000 Vlamingen om het leven.
In juli 1338 hielp hij de koning bij een eerste expeditie in Frankrijk. In 1340 nam hij deel aan de zeeslag bij Sluis waarbij de vloot door koning Eduard zelf werd aangevoerd. In 1343 werd hij afgevaardigd als diplomaat om in Rome, met medewerking van de paus, een vredesakkoord met Filips van Valois te bereiken.
In 1344 was hij een van de oprichters van de Orde van de Kousenband en tevens een van de eerste ridders in deze orde.
Een van zijn belangrijkste overwinningen behaalde hij in 1345 in de Slag bij Auberoche.
In 1347 ondernam de koning opnieuw een expeditie tegen Frankrijk en belegerde samen met Hendrik de stad Calais (dit beleg zou later door de beeldhouwer August Rodin worden vereeuwigd in het standbeeld "De Burgers van Calais").
Zijn dochter trouwde in 1356 met veel vertoon in de koninklijke kapel van het Paleis van Westminster met Willem van Beieren, hertog van Zeeland en Holland, in het bijzijn van de Engelse koning en koningin.
Vanaf 1348 tot en met 1360 was Hendrik betrokken in talrijke expedities. In 1360 onderhandelde hij opnieuw met de Franse koning in de hoop een definitieve vrede te bereiken. De onderhandelingen resulteerden in de Vrede van Brétigny, waarbij de Engelsen Aquitanië kregen toegewezen en Eduard afstand deed van aanspraken op de Franse troon.
Op 15 maart 1361 maakte Hendrik zijn testament op in zijn kasteel te Leicester. De 24e maart overleed hij als gevolg van de builenpest. Hij werd begraven in de Collegiate Church in Leicester die hij gesticht had.

## Nageslacht
Hendrik trouwde in 1334 met Isabel van Beaumont (1315-ná 1356), met wie hij twee kinderen kreeg:
- Maud (1339-10 april 1362), eerst getrouwd met Ralph Stafford, vervolgens met Willem V, hertog van Beieren.
- Blanche van Lancaster(1345-1359), later getrouwd met Jan van Gent.

- Gemeinsame Normdatei: 104314869
- International Standard Name Identifier: 0000 0000 0719 3037
- Nederlandse Thesaurus van Auteursnamen: 073651869
- Système universitaire de documentation: 088056961
- Virtual International Authority File: 27500444
- WorldCat: E39PBJtxkFTR9CjqmvdjGbWJjC